# 克列季湖
克列季湖（俄语：Кереть）是俄羅斯西北部卡累利阿共和國的最大淡水湖，位於65°55′00″N 32°56′00″E / 65.9166667°N 32.9333333°E，面積為223平方公里，湖中有約130島嶼。
克列季湖被用作漁業，在十一月至五月尾結冰。